# 31012 Jiangshiyang
31012 Jiangshiyang este o planetă minoră (asteroid) din centura de asteroizi. A fost descoperită pe 10 februarie 1996 la Xinglong Station⁠(d) de Beijing Schmidt CCD Asteroid Program⁠(d). 
Obiectul prezintă o orbită caracterizată de o semiaxă mare de 2,2582588 UAi, o excentricitate de 0,14, o înclinație de 3,81419 ° în raport cu ecliptica.